# Barry Maguire (Fußballspieler, 1989)
Barry Maguire (* 27. Oktober 1989 in Tiel) ist ein niederländischer Fußballspieler.

## Karriere

### Verein

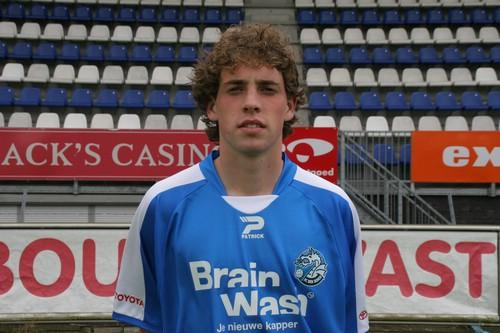
Barry Maguire (2007)

Maguire spielte bei einem örtlichen Verein seines Heimatortes, ehe er von den Scouts des FC Den Bosch gesichtet wurde. Schließlich lockten diese ihn nach Den Bosch, wo er bereits im Alter von 17 Jahren in den Profikader des Klubs aufstieg. Im September 2006 kam er gegen den FC Dordrecht zu seinem Profidebüt. Schon in der Startformation stehend, spielte er bei seiner Premiere die vollen 90 Minuten durch.
Nach zwei persönlich guten Jahren in der Eerste Divisie, nahm ihn der FC Utrecht unter Vertrag. Beim Eredivisie-Vertreter kam Maguire im ersten Jahr auf achtzehn Ligaeinsätze. Beim FCU hatte er noch Vertrag bis 2012, wechselt jedoch zur Saison 2011/12 zu VVV-Venlo.

### Nationalmannschaft
Maguire ist berechtigt, für die irische und für die niederländische Nationalmannschaft zu spielen. Er spielte bereits für die Nachwuchsteams beider Länder, bevorzugte aber zuletzt die Oranje. Am 27. Januar 2009 erhielt er erstmals eine Einladung für die irische U-21, lehnte aber bereits am Folgetag ab.

## Erfolge
Sarpsborg 08 FF
- Norwegischer Fußballpokal: 2015 (Finalist)